# Sandy Olivares
Sandy Olivares (n. Caracas, Venezuela; 23 de octubre de 1980) es un actor venezolano que empezó a trabajar en el canal televisivo RCTV con la serie juvenil Hoy te vi, junto a Chantal Baudaux y Ámbar Díaz. Su última aparición fue en Calle Luna, Calle Sol de RCTV Internacional en el 2009.

## Telenovelas
| Calle Luna, Calle Sol | César Ayala Infante             | RCTV Internacional | 2009      | Venezuela |
| El desprecio          | Manuel Jesús Malpica Santamaría | RCTV               | 2006      | Venezuela |
| Ser bonita no basta   | Darío Peña                      | RCTV               | 2005      | Venezuela |
| La Cuaima             | José David                      | RCTV               | 2003      | Venezuela |
| La mujer de Judas     | Renato Fabiani "René"           | RCTV               | 2002      | Venezuela |
| Mi gorda bella        | Javier                          | RCTV               | 2002      | Venezuela |
| Carissima             | Omar Santuario                  | RCTV               | 2001      | Venezuela |
| Mariú                 | Carlos                          | RCTV               | 2000      | Venezuela |
| Hoy te vi             | Nicolás Gómez Pereira           | RCTV               | 1998-1999 | Venezuela |